# Dasyhelea turficola
Dasyhelea turficola är en tvåvingeart som beskrevs av Jean-Jacques Kieffer 1925. Dasyhelea turficola ingår i släktet Dasyhelea och familjen svidknott. Inga underarter finns listade i Catalogue of Life.